# TIMELESS (JUJUのアルバム)
『TIMELESS』（タイムレス）は、JUJUの洋楽カバー・アルバム。2016年3月9日発売。

## 概要
本作は、JUJUが「ジュジュ苑」をはじめとする自身のライブにてパフォーマンスしたり、作品としてリリースしたりしてきた120曲におよぶ洋楽ナンバーの中から選りすぐりの楽曲を収録したカバーベスト・アルバム。クリスティーナ・アギレラ「Beautiful」、ホイットニー・ヒューストン「Saving All My Love For You」、コールドプレイ「Viva La Vida」、フランキー・ヴァリ「Can’t Take My Eyes Off Of You」など全13曲を収録。またフランス・ギャル「夢見るシャンソン人形」のフランス語カバーは、セブン&アイ・ホールディングス「Jean Paul GAULTIER FOR SEPT PREMIERES」のCMソングに起用された。

## 収録曲
1. The Rose (3:51)
作詞・作曲：アマンダ・マクブルーム/編曲：Alec Shantzis、DJ HIROnyc
ベット・ミドラーのカバー
2. You've Got A Friend (4:56)
作詞・作曲：キャロル・キング/編曲：松浦晃久
キャロル・キングのカバー
3. DON'T KNOW WHY (3:40)
作詞・作曲：ジェシー・ハリス/編曲：Alec Shantzis
ノラ・ジョーンズのカバー
4. Saving All My Love For You (4:08)
作詞・作曲：ジェリー・ゴフィン、マイケル・マッサー/編曲：インストゥルメンツアレンジ：E-3 & DJ HIROnyc、ホーンアレンジ：黒田卓也
ホイットニー・ヒューストンのカバー
5. Beautiful (4:32)
作詞・作曲：リンダ・ペリー/編曲：松浦晃久
クリスティーナ・アギレラのカバー
6. New York State Of Mind (5:42)
作詞・作曲：ビリー・ジョエル/編曲：DJ HIROnyc、E-3
ビリー・ジョエルのカバー
7. NEVER STOP (4:57)
作詞・作曲：ジャン・キンケイド/インストゥルメンツアレンジ：Alec Shantzis
ブラン・ニュー・ヘヴィーズのカバー
8. I like it (5:14)
作詞・作曲：ランディー・デバージ, エル・デバージ, Etterlene Jordan/インストゥルメンツアレンジ：Soushi Uchida
デバージのカバー
9. Viva La Vida (4:32)
作詞・作曲：ガイ・ベリーマン、ジョニー・バックランド、ウィル・チャンピオン、クリス・マーティン/編曲：松浦晃久
コールドプレイのカバー
10. Can’t Take My Eyes Off Of You (5:15)
作詞・作曲：ボブ・クリュー、ボブ・ゴーディオ/編曲：POCHI
フランキー・ヴァリのカバー
11. There Must Be An Angel (Playing With My Heart) (4:37)
作詞・作曲：デイヴ・スチュワート、アニー・レノックス/編曲：E-3、DJ HIROnyc
ユーリズミックスのカバー
12. 夢見るシャンソン人形 (3:19)
作詞・作曲：セルジュ・ゲンスブール/編曲：大沢伸一
フランス・ギャルのカバー
13. Someday My Prince Will Come (いつか王子様が) (3:17)
作詞：ラリー・モーレイ/作曲：フランク・チャーチル/編曲：山下康介
アドリアナ・カセロッティのカバー